# Török Ágnes
Török Ágnes (Kalocsa, 1958. szeptember 4. –) magyar bábművész, színésznő.

## Életpályája
Kalocsán született, 1958. szeptember 4-én. A Bábszínészképző Tanfolyamot 1981-ben végezte el, és az Állami Bábszínházban kezdte pályáját. 1992-ben alapító tagja a Kolibri Színháznak, melynek 2025-ig maradt tagja. Férjével Szívós Károly bábművésszel létrehozták a Kereplő Színházat, amely utazó bábszínházként működik. Bábszínészi munkája mellett, báb- és díszlettervezéssel, rendezéssel és a bábszínészképző stúdióban tanítással is foglalkozik.

## Fontosabb színházi szerepeiből
- L. Frank Baum: Óz, a nagy varázsló... Dorka
- Tor Åge Bringsvaerd: Locspocs és a Bolygó Hollandi... Locspocs
- Kapecz Zsuzsa – Novák János: Aladdin... Amarza
- Grimm fivérek – Horváth Péter: Hófehérke és a hét törpe... Királyné; Három hajadon; Sün
- Arany János – Gáli József: Rózsa és Ibolya... Csóri
- Békés Pál – Nyeső Mari: Spárga-tengeralattjáró... Élhal, Jolán, VII. Moszat
- Ljudmila Jevgenyjevna Ulickaja: Százlábúak láb alatt... Marija Szemjonovna százlábú
- Hans Christian Andersen: sHÓwKIRÁLYNŐ... Haramia asszony; Kutya
- Stephen Butler Leacock: Gertrúd, a nevelőnő... Gertrúd, Grófnő, Lord Ronald, Earl
- William Shakespeare: Hamlet... Osrick udvaronc; Rajnáld, Polonius embere; Színészkirály és -királynő
- Erich Kästner: A két Lotti... Kästner
- Efrájim Kishon – Czeizel Gábor: A színház... kész kabaré!... Nagyanyó

## Báb- és díszletterveiből
- Václav Čtvertek – Bodnár Zoltán: Moha és páfrány
- Weöres Sándor – Szívós Károly: Bóbita
- Pierre Gripari: Az előszobaszekrény boszorkánya
- Stephen Butler Leacock: Gertrúd, a nevelőnő
- Kapjuk el a rókát!
- Kerekecske-gombocska
- Hengergő
- Szívós Károly: Csip-csip csóka

## Rendezéseiből
- Stephen Butler Leacock: Rosszcsirkeff Mária emlékiratai
- Stephen Butler Leacock: Gertrúd, a nevelőnő

## Filmek, tv
- A csodakút
- Százszorszép
- Nyúl a cilinderben (1983)
- Bakkfy és a csúnya királykisasszony (1995)